# Froideville VD
| VD ist das Kürzel für den Kanton Waadt in der Schweiz. Es wird verwendet, um Verwechslungen mit anderen Einträgen des Namens Froideville zu vermeiden. |

Froideville ist eine politische Gemeinde im Distrikt Gros-de-Vaud des Kantons Waadt in der Schweiz.

## Geographie

Luftbild (1964)

Froideville liegt auf 819 m ü. M., 6 km südöstlich von Echallens und 9 km nordnordöstlich der Kantonshauptstadt Lausanne (Luftlinie). Das Dorf erstreckt sich auf einer Hochfläche auf der Nordwestabdachung des Jorat, im Waadtländer Mittelland.
Die Fläche des 7,1 km² grossen Gemeindegebiets umfasst einen Abschnitt des höheren Waadtländer Mittellandes. Der nordwestliche Gemeindeteil wird von der offenen Hochfläche in der Umgebung des Dorfes eingenommen, die auf der Höhe Epinettes mit 844 m ü. M. gipfelt. Diese Hochfläche wird im Süden vom Tal des Flusses Talent begrenzt. Nach Südosten erstreckt sich der Gemeindeboden in das ausgedehnte Waldgebiet des Bois du Jorat, in dem der Talent sowie im nördlichen Abschnitt die Quellbäche der Mentue (Ruisseau de la Rosse und Corbassière) entspringen. Die höchste Erhebung von Froideville wird mit 907 m ü. M. im Wald des Jorat erreicht. Von der Gemeindefläche entfielen 1997 10 % auf Siedlungen, 51 % auf Wald und Gehölze und 39 % auf Landwirtschaft.
Zu Froideville gehören der ehemalige Weiler Rossy (810 m ü. M.), der heute um Neubauquartiere erweitert ist, mehrere weitere neue Einfamilienhaussiedlungen und einige Einzelhöfe. Nachbargemeinden von Froideville sind Lausanne, Bottens, Poliez-Pittet, Jorat-Menthue, Corcelles-le-Jorat und Montpreveyres.

## Bevölkerung
Mit 2723 Einwohnern (Stand 31. Dezember 2023) gehört Froideville zu den mittelgrossen Gemeinden des Kantons Waadt. Von den Bewohnern sind 91,3 % französischsprachig, 5,3 % deutschsprachig und 0,9 % italienischsprachig (Stand 2000). Die Bevölkerungszahl von Froideville belief sich 1850 auf 454 Einwohner, 1900 auf 360 Einwohner. Nachdem die Bevölkerung bis 1960 auf 266 Personen abgenommen hatte, wurde wieder eine rasante Bevölkerungszunahme mit einer Verfünffachung der Einwohnerzahl innerhalb von 40 Jahren verzeichnet.

## Wirtschaft
Froideville war bis in die zweite Hälfte des 20. Jahrhunderts ein vorwiegend durch die Landwirtschaft geprägtes Dorf. Heute haben die Viehzucht und der Ackerbau nur noch eine untergeordnete Bedeutung in der Erwerbsstruktur der Bevölkerung. Weitere Arbeitsplätze sind im Kleingewerbe und im Dienstleistungssektor vorhanden. Mit dem Wachstum der Bevölkerung seit den 1970er Jahren liessen sich auch zahlreiche kleinere Unternehmen im Ort nieder. In den letzten Jahrzehnten hat sich das Dorf dank seiner Nähe zu Lausanne zu einer Wohngemeinde entwickelt. Viele Erwerbstätige sind deshalb Wegpendler, die hauptsächlich im Grossraum Lausanne arbeiten.

## Verkehr
Die Gemeinde liegt abseits der grösseren Durchgangsstrassen, hat aber gute Verbindungen in Richtung Lausanne. Froideville wird durch die Autobuslinie 60 (Lausanne-Froideville) der Transports publics de la région Lausannoise an das Netz des öffentlichen Verkehrs angeschlossen. Ein Postautokurs verkehrt von Froideville nach Thierrens.

## Geschichte
Die erste urkundliche Erwähnung des Ortes erfolgte 1284 unter dem Namen Frigida Villa (vom lateinischen Wort frigidus in der Bedeutung von kühl, kalt); 1502 erschien die Bezeichnung Freydevilla. Das Gebiet um Froideville wurde im 13. Jahrhundert von Mönchen des Klosters Montheron urbar gemacht. Im Lauf der Zeit siedelten sich hier Laien, Knechte und Bauern an, die dem Kloster bis 1455 steuerpflichtig waren.
Mit der Eroberung der Waadt durch Bern im Jahr 1536 kam Froideville unter die Verwaltung der Vogtei Lausanne. Nach dem Zusammenbruch des Ancien Régime gehörte das Dorf von 1798 bis 1803 während der Helvetik zum Kanton Léman, der anschliessend mit der Inkraftsetzung der Mediationsverfassung im Kanton Waadt aufging. 1798 wurde es dem Bezirk Echallens zugeteilt. 1803 wurden das ehemalige Kloster Montheron und die umliegenden Häuser nach Froideville eingemeindet, 1813 wieder abgetrennt und dem Stadtgebiet von Lausanne zugeschlagen.

## Sehenswürdigkeiten

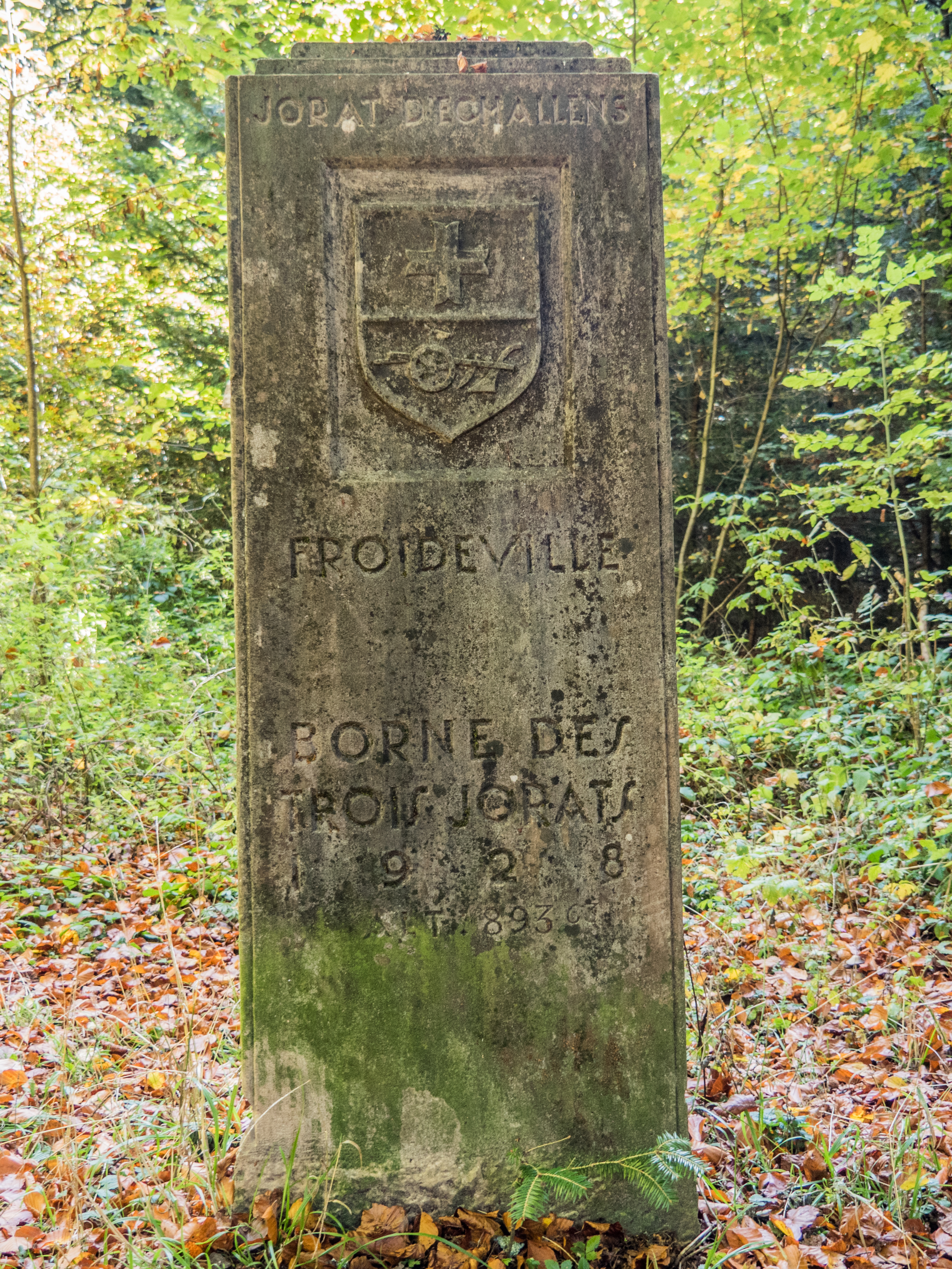
Grenzstein Borne des trois Jorats von 1928 (Seite Froideville)

Seit 1985 besitzt Froideville ein ökumenisches Zentrum. Im Wald des Jorat befindet sich beim Zusammentreffen der Grenzen der drei Bezirke Lausanne, Echallens und Oron seit 1536 der monumentale Grenzstein Borne des trois Jorats; das Original wurde 1928 ersetzt.